# Петропсаро
Петропсаро или зелёный губан (лат. Labrus viridis) — вид рыб из семейства губановых (Labridae).
Встречается в субтропических водах, ареал охватывает северо-восточную часть Атлантического океана от прибрежных вод Португалии до Марокко, Средиземное и Мраморное моря, пролив Босфор, в Чёрном море встречается крайне редко.
Тело слабо продолговатое, довольно высокое. Спинной плавник имеет 13—21 неразветвлённых колючих и 8—14 разветвлённых мягких лучей. Голова сравнительно большая. Рот конечный. Зубы на челюстях конические, спереди увеличены, размещены в один ряд. На щеках между глазом и предкрышковою костью 7—8 рядов чешуек. В боковой линии 40 чешуек. Окраска очень изменчива. Обычно спина и голова зеленоватые с голубым отблеском, стороны буровато-жёлтые с оливковым оттенком.
Встречается в прибрежной зоне морей. Обитает среди камней и скал, умеренно поросших макрофитами и водорослями. Держится в литоральной зоне морского побережья, у скал и зарослей водорослей на глубинах 2-50 метров, старые особи поднимаются не выше 15 метров от дна. Как и другие представители рода, в течение жизни может менять пол, то есть является факультативным гермафродитом. Длина тела производителей 13,5—34,9 см. Питание происходит в светлое время суток. Мальки длиной до 1,5 см потребляют планктон (веслоногих ракообразных, ювенильные формы крабов и т. п.). Подросшие мальки и взрослые особи переходят на потребление рыбы. Рост у этого вида интенсивный, в длину достигает 47 см.
Промышленного значения не имеет. Численность очень мала. За все время исследований в Чёрном море выловлено всего несколько особей. Вид занесён в Красную книгу Украины.